# Kloster Roscrea

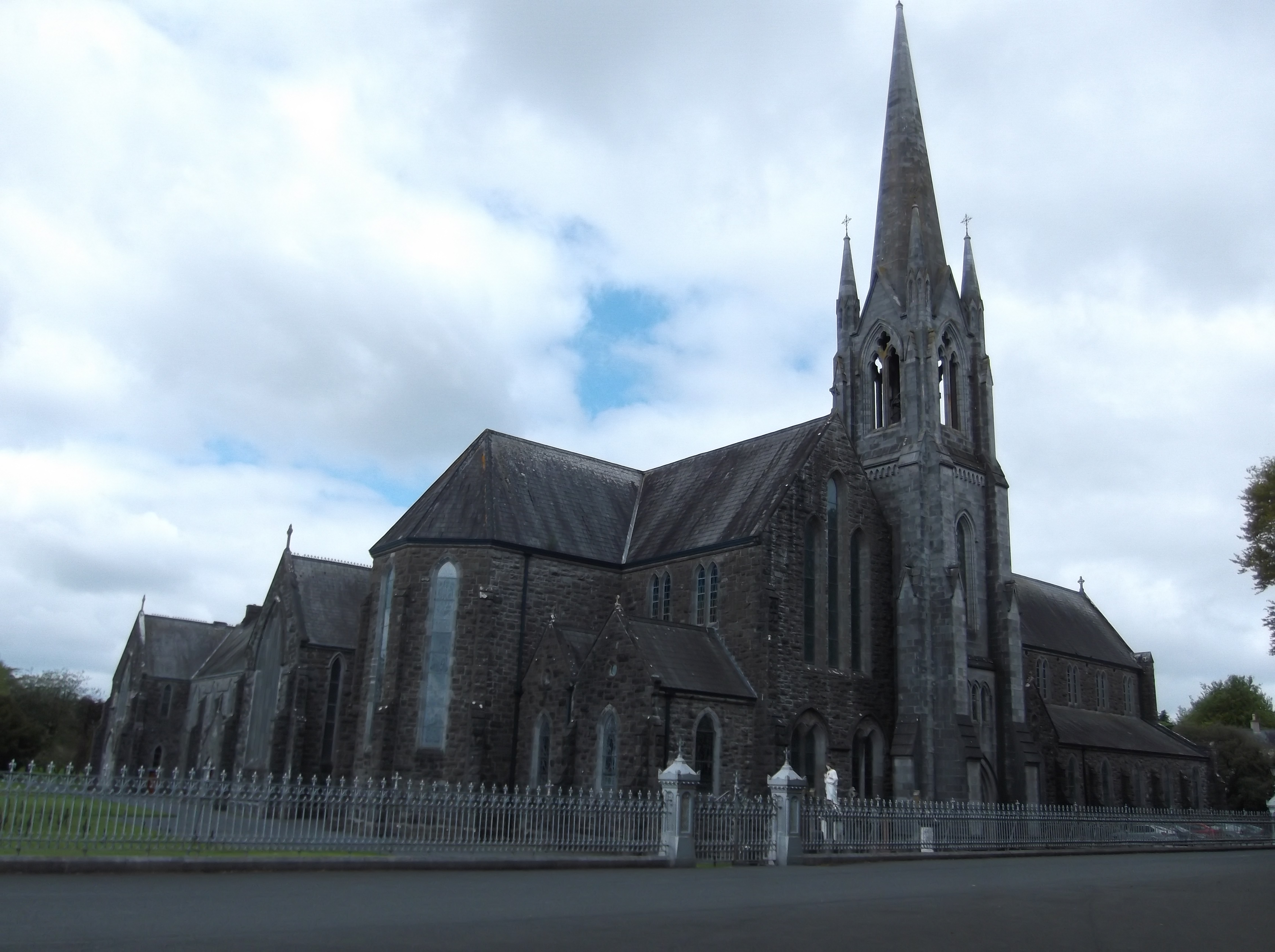
Mount St. Joseph Abbey, Roscrea – Abteikirche

Kloster Mount Saint Joseph (lat. Abbatia Beatae Mariae de Monte Sancti Joseph; engl. Mount St. Joseph Abbey) ist eine irische Abtei der Trappisten in Roscrea, County Tipperary, Bistum Killaloe, Irland.

## Geschichte
Kloster Mount Melleray gründete 1878 im Zentrum von Irland das Tochterkloster Mount Saint Joseph, das 1885 zur Abtei erhoben wurde. 1905 eröffneten die Mönche ein College.
Der Generalabt das Trappistenordens Bernardus Peeters hob die Autonomie des Klosters Ende 2022 auf.

### Oberer, Prioren und Äbte

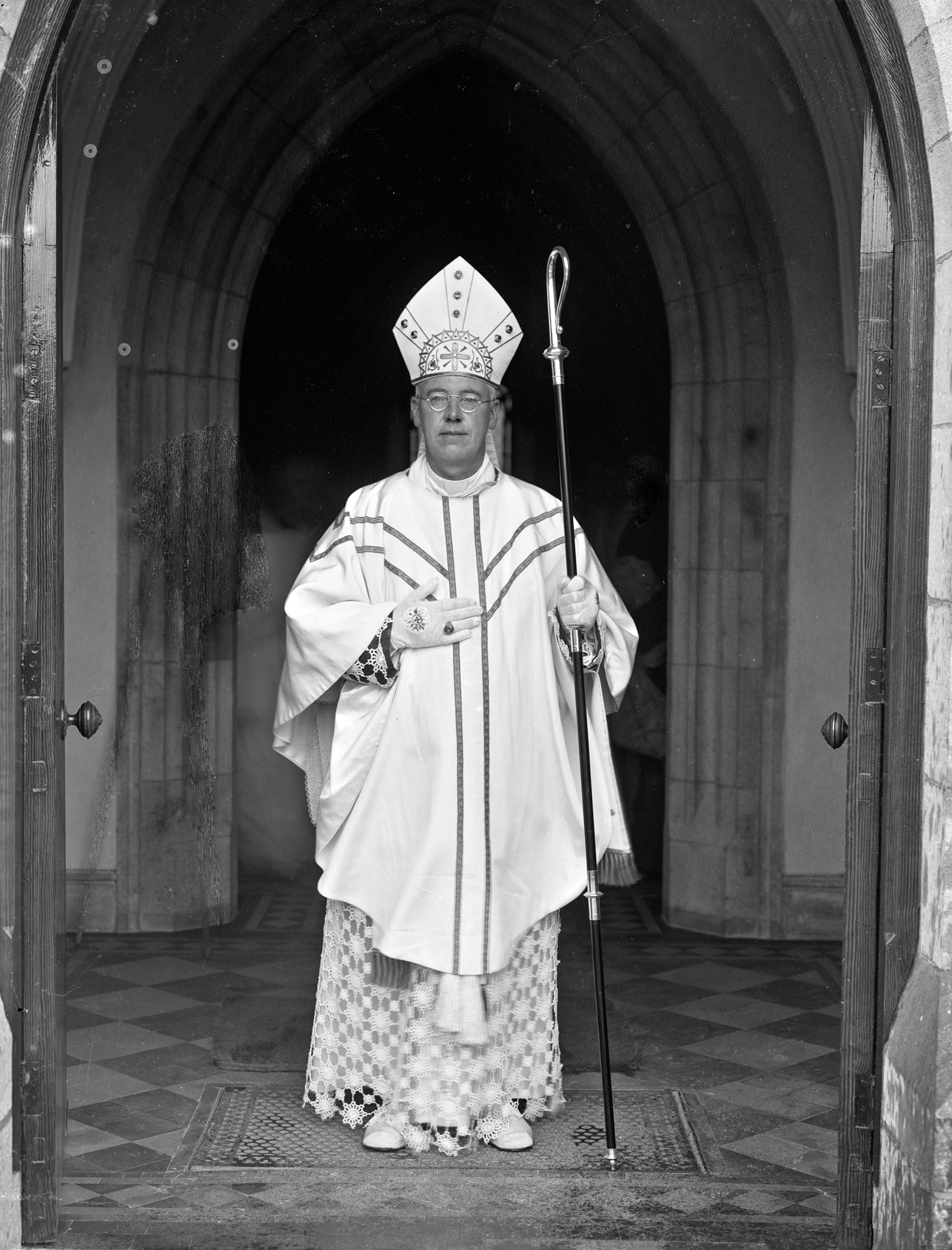
Abt Camillus Claffey (reg. 1944–1962) im Pontifikalornat

- Athanasius Donovan (1878–1886), Prior
- Camillus Beardwood (1887–1911), Abt
- Justin McCarthy (1911–1944), Abt
- Camillus Claffey (1944–1962), Abt
- Eugene Boylan (1962–1964), Abt
- Columcille O’Toole (1964–2000), Abt
- Laurence Walsh (2000–2003), Abt
- Kevin Daly (2003–2009), Abt
- Richard Purcell (2009–2017), Abt
- Malachy Thompson (2018–2022), Superior ad nutum
  - Rufus Pound (seit 2022), Superior und Monastischer Kommissar

### Gründungen
- 1946: Kloster Nunraw (Schottland)
- 1954: Kloster Tarrawarra (Australien)
- 1965: Kloster Bolton (Irland)